# P-Dioksanon
p-Dioksanon ili 1,4-dioksan-2-on je monomer polidioksanona.